# Gouverneurswahl in New York 1780
Die 2. Gouverneurswahl in New York fand im April 1780 statt. Gewählt wurden der Gouverneur und der Vizegouverneur von New York. Zu jener Zeit war das Gebiet durch die Kämpfe zwischen britischen und kolonialen Truppen stark gezeichnet. Ferner befanden sich immer noch britische Truppen auf dem Gebiet.

## Ergebnis
George Clinton trat mit Pierre Van Cortlandt als Running Mate zur Wiederwahl an. Sie wurden ohne Gegenkandidaten in ihre jeweiligen Ämter wiedergewählt.
| Gouverneurskandidat | Running Mate         | Stimmen | Stimmen  |
| Gouverneurskandidat | Running Mate         | Anzahl  | Prozent  |
| ------------------- | -------------------- | ------- | -------- |
| George Clinton      | Pierre Van Cortlandt | 3.624   | 100,00 % |

## Galerie

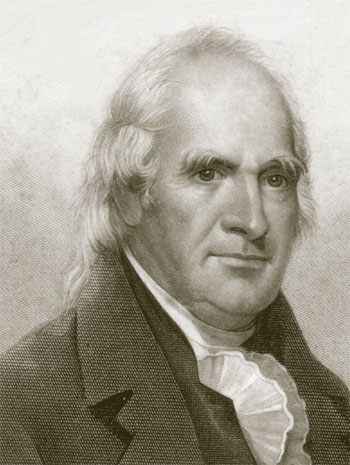
Gouverneur George Clinton
Vizegouverneur Pierre Van Cortlandt